# Cobra (videojuego)
Cobra es un juego de plataformas de 1986 basado en la película del mismo nombre. Fue desarrollado y distribuido por Ocean Software y fue lanzado en Europa para Amstrad CPC, Commodore 64 y ZX Spectrum. Fue relanzado en 1990.

## Jugabilidad
Cobra es un juego de plataformas de desplazamiento lateral basado en la película del mismo nombre. El jugador controla a Cobra, un policía que debe rescatar a una modelo, Ingrid, de un villano conocido como Night Slasher. El jugador deberá evadir varios enemigos a lo largo del juego, incluyendo miembros de la pandilla de Night Slasher, y personas con bazucas. Cobra se encuentra desarmado en un principio, y solo podrá hacer un cabezazo. Las armas como los cuchillos, pistolas y ametralladoras con mira láser se podrán encontrar dentro de hamburguesas esparcidas en cada nivel. El jugador también puede agacharse para esquivar ataques, y deberá saltar sobre coches de bebé. La jugabilidad toma lugar en tres niveles: una ciudad, un área rural y una fábrica. El jugador finalmente se enfrentará a Night Slasher en la fábrica.
En la versión de ZX Spectrum, los guantes de boxeo en la parte inferior de la pantalla indican el número de vidas que el jugador tiene, mientras que un símbolo de un pato se gastará gradualmente a medida que el arma del jugador se gaste. En la versión de Commodore 64, se utilizan cabezas de serpiente para indicar el número de vidas, y un ícono de hamburguesa representa la cantidad de energía del jugador.

## Recepción
Algunos críticos sintieron que el juego carecía de originalidad. Algunos compararon al juego con Green Beret, y otros lo vieron como una parodia de la película. ZX Computing escribió que el juego «destaca por su cuenta, tal vez por parecerse tan poco a la película original». Rachael Smith de Your Sinclair escribió que los diseñadores del juego «no se han tomado tan en serio la película como lo hizo ella». Smith lo consideró uno de los mejores juegos basados en películas, y escribió que «no es muy original, pero es muy divertido». Jim Douglas de Sinclair User dijo que Cobra «es justo lo que todos esperábamos. No es grandioso, es lo suficientemente agradable, y no tan desastroso como la mayoría de los juegos de licencia». Computer Gamer encontró «unas pocas cualidades adictivas» en el juego y dijo que «no ofrece nada especial».
Paul Boughton de Computer and Video Games consideró que los gráficos y el sonido estuvieron bien, pero concluyó que «es el tipo de juego que has visto muchas veces antes. Venderá por el nombre en lugar de por la originalidad». Crash aclamó los gráficos y la música, mientras que los analistas de Zzap!64 criticaron estos aspectos, y concluyeron que fue una «farsa injugable, poco original, sin imaginación e inaceptable». Computer Gamer describió los gráficos como «OK, pero nada impresionante», escribiendo que la pantalla «puede quedar bastante confusa».
ZX Computing describió a Cobra como «un juego muy rápido y muy bien animado», pero dijo que fue difícil de dominar en un principio por la abundancia de enemigos. Chris Cain de Commodore User también consideró al juego difícil y concluyó que fue «bastante aburrido» en general. Popular Computing Weekly consideró al juego «lo suficientemente profesional en la ejecución» y «bastante divertido por un rato», pero dijo que «el hecho de que pueda retenerte lo suficiente para que valga las ocho libras es otra historia». ZX Computing escribió que el juego le agradaría a los fanes de arcade «que estén buscando algo un poco diferente».
En 1987 ganó el premio Newsfield al «mejor juego de plataformas». Zzap!64 reseñó el relanzamiento del juego y escribió que «la película involuntariamente hilarante obtuvo el juego que merecía». Your Sinclair también analizó el relanzamiento y elogió los gráficos, diciendo que el juego podría no agradarle a la mayoría de los jugadores por su dificultad.